# Těchovín
Těchovín är en kulle i Tjeckien. Den ligger i den centrala delen av landet, 50 km väster om huvudstaden Prag. Toppen på Těchovín är 617 meter över havet.
Terrängen runt Těchovín är platt åt sydväst, men åt nordost är den kuperad.Runt Těchovín är det ganska tätbefolkat, med 104 invånare per kvadratkilometer. Närmaste större samhälle är Hořovice, 11,9 km sydost om Těchovín. I omgivningarna runt Těchovín växer i huvudsak blandskog.